# Curetes (tribu)
 Este artículo describe la legendaria tribu de los curetes. Para las divinidades danzantes, véase Curetes.

En la mitología griega, los curetes (griego antiguo: Κουρῆτες) eran un pueblo legendario que participó en la disputa sobre el jabalí de Calidón, especialmente en la poesía épica. Homero menciona que «curetes y bravos etolios combatían en torno de Calidón», refiriéndose a pleuronios y calidonios. Dionisio de Halicarnaso mencionó a los curetes como el antiguo nombre de los etolios. Estrabón mencionó que a los curetes se les asignaron múltiples identidades y lugares de origen (por ejemplo, acarnenses, etolios, de Creta o de Eubea). Sin embargo, aclaró la identidad de los curetes y los consideró únicamente etolios. Este pasaje de Estrabón proviene del Catálogo de mujeres, que nos dice que los curetes, como estirpe colectiva, nacieron de la unión entre una de las cinco hijas de Doro (cuyos nombres no han sobrevivido) y uno de los dioses. Apolodoro, que sigue a Hesíodo en sus pasajes genealógicos, menciona el «país de los curetes», esto es, Pleurón, y da los nombres individuales de Doro, Laódoco y Polipetes, a quienes hace hijos de Apolo y una tal Ftía; pudiera ser que esta Ftía fuera una de las hija de Doro en el poema hesiódico.
«Etolo dio muerte a Apis, hijo de Foroneo, y huyó al país de los curetes; allí mató a sus huéspedes Doro, Laódoco y Polipetes, hijos de Ftía y Apolo, y por su nombre llamó Etolia a la región. De Etolo y Prónoe, hija de Forbo, nacieron Pleurón y Calidón, que dieron sus nombres a ciudades de Etolia».
Pero las llamadas Eeas y la Miníada están de acuerdo entre sí, pues estos poemas dicen que Apolo ayudó a los curetes contra los etolios y que Meleagro fue muerto por Apolo.